# Percival Murray
 Percival Murray  fue un actor de cine de Argentina.

## Filmografía
Actor
- No abras nunca esa puerta (1952) …Policía (episodio Alguien al teléfono)
- Escuela de campeones (1950)
- Danza del fuego (1949)
- La honra de los hombres (1946)
- El alma de un tango (1945)
- Cuando en el cielo pasen lista (1945)
- El fin de la noche (1944)
- Un muchacho de Buenos Aires (1944)
- La importancia de ser ladrón (1944)
- La guerra la gano yo (1943)
- Todo un hombre (1943)
- En el viejo Buenos Aires (1942)
- Ceniza al viento (1942)
- Tú eres la paz (1942)
- Sinfonía argentina (1942)
- Su primer baile (1942)
- El mejor papá del mundo (1941)
- El cantar de mis penas (1941)
- Huella (1940)
- Los ojazos de mi negra (1940)
- El susto que Pérez se llevó (1940)
- Fragata Sarmiento (1940)
- Petróleo (1940)
- Un señor mucamo (1940)
- …Y mañana serán hombres (1939) …Ministro interventor
- La vida de Carlos Gardel (1939)
- La canción que tú cantabas (1939)
- Alas de mi patria (1939)
- Caminito de gloria (1939)
- Mi último tango (1925)
- Mientras Buenos Aires duerme (1924)